# Linguaggio degli SMS

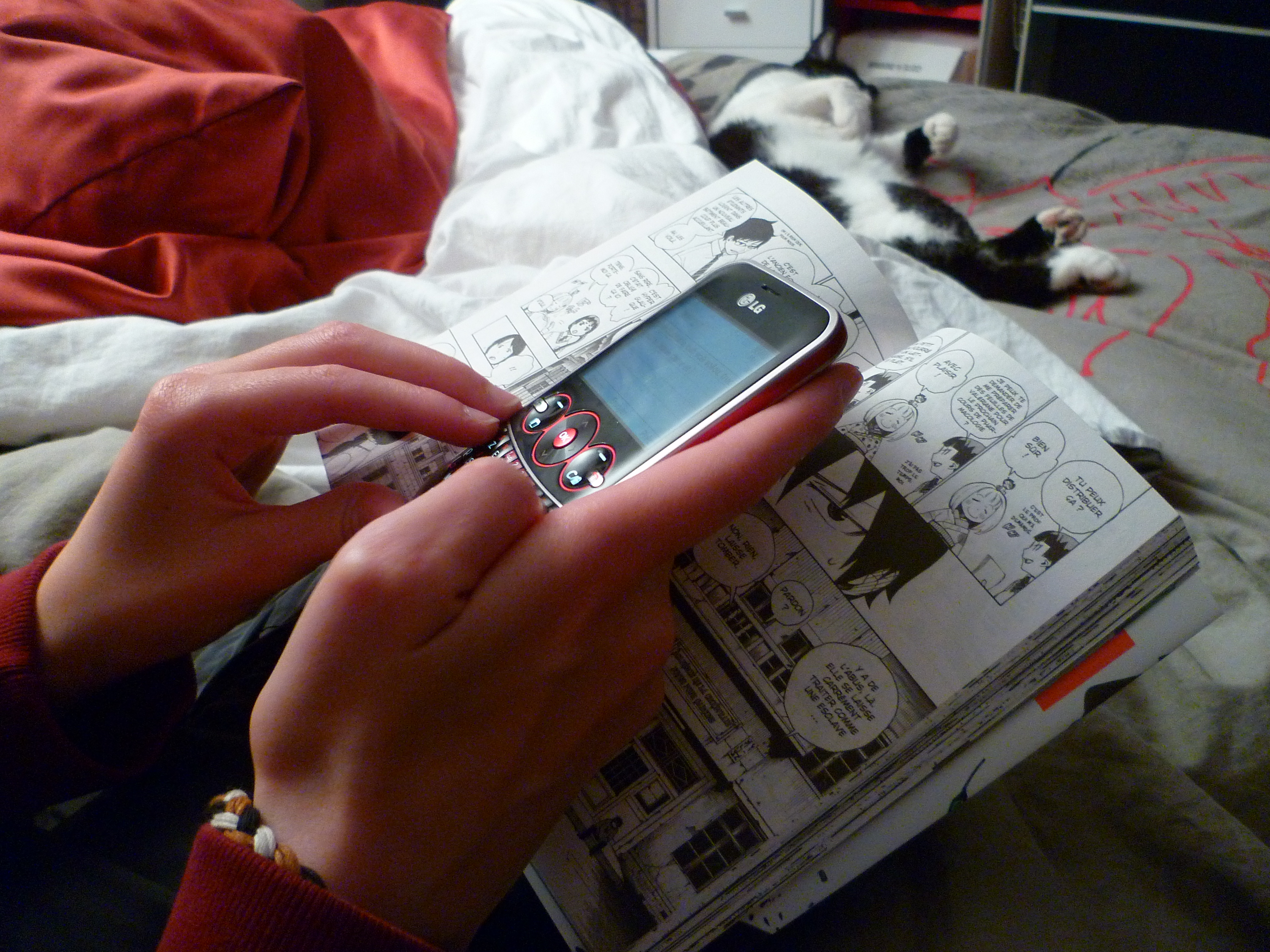
Lettura di manga e scrittura di sms, occupazioni di una giovane nell'ozio della sua cameretta

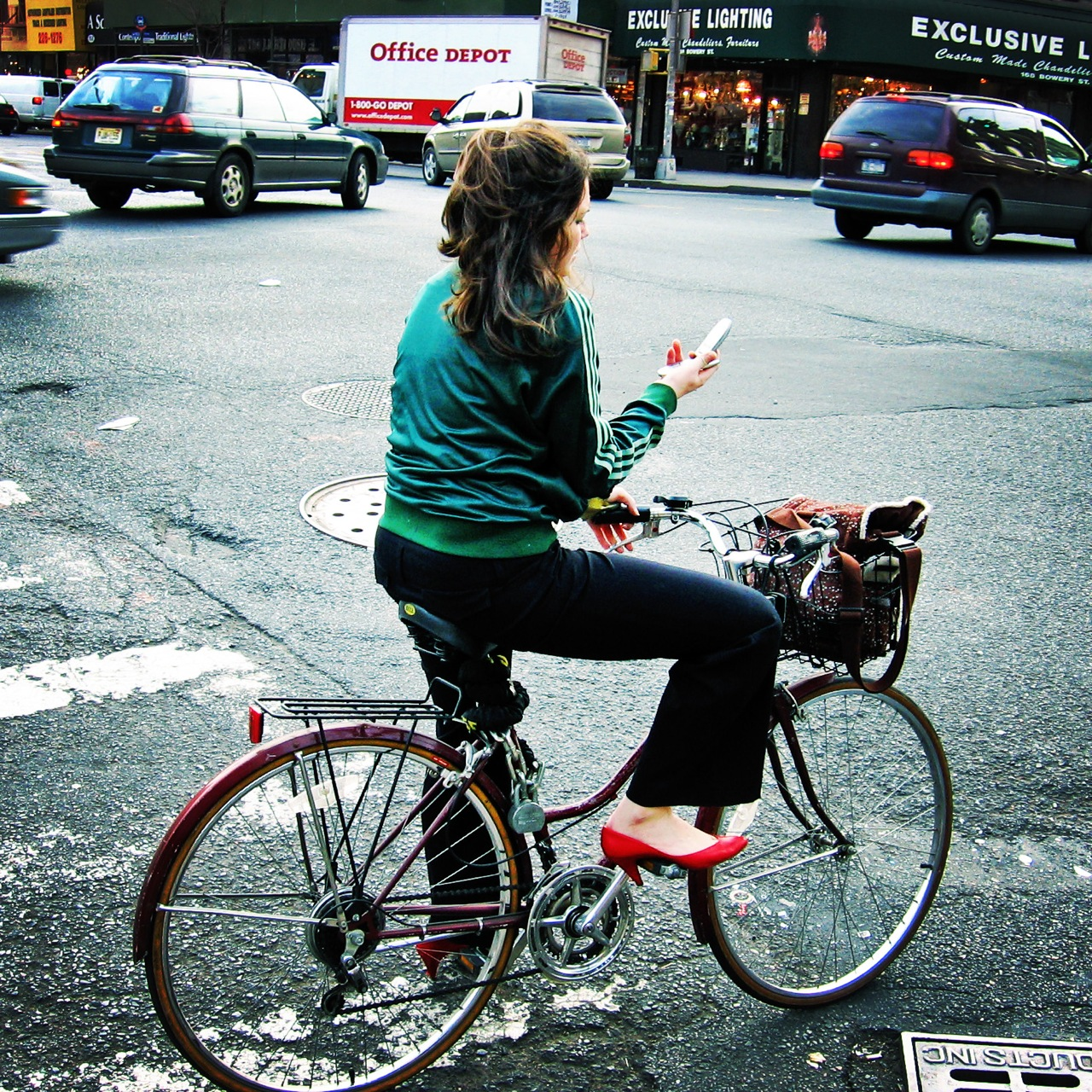
Istantaneità e ubiquità degli SMS in evidenza, in questo esempio, nel mezzo del traffico cittadino a The Bowery, New York, durante una pausa di un tragitto in bicicletta

Quando si parla di linguaggio degli SMS si fa riferimento a una particolare competenza nella comunicazione scritta, connotata da marcate specificità, che fa uso degli SMS quale veicolo comunicativo. Si tratta di un idioletto, munito di peculiari caratteristiche brachilogiche e tachigrafiche e connotate da requisiti di notevole concisione, raggiunti innanzitutto con scelte linguistiche e concettuali attive e consapevoli, aliene, possibilmente, da prolissità e ridondanze, mirate alla sintesi dei contenuti per adattarsi alla brevità dello spazio e, comunque, all'istantaneità della comunicazione. Tali obiettivi vengono anche perseguiti, in secondo luogo, attraverso l'uso di frequentissime abbreviazioni, forme semplificate, sincopate e apocopate, e altri specifici espedienti, tra cui l'omissione di alcuni segni grafici, o il loro uso fuori standard, la trasgressione delle convenzioni tipografiche, l'uso di componenti gergali e dialettali. A questo si aggiunge l'uso di elementi extra-verbali (come emoticon, puntini sospensivi, ecc.) che, in questa forma specifica di linguaggio, tendono a riprodurre, in maniera mimetica, icastica e iconica, elementi tipici della comunicazione paralinguistica orale, normalmente estranei alla comunicazione scritta.
L'importanza del fenomeno ha stimolato una ricca serie di studi da parte di linguisti, studiosi della comunicazione, sociolinguisti, psicologici e altri specialisti. L'area linguistica francofona è stata la prima a beneficiare di uno studio organico e approfondito del fenomeno: infatti, al fine di poggiare tali studi su basi più solide, l'Università Cattolica di Lovanio ha lanciato l'iniziativa di volontariato «Faites don de vos SMS à la science ;-)», che ha permesso di mettere insieme 75.000 SMS, e dare il via a uno specifico studio scientifico, basato sulla costruzione di un corpus, il primo nel suo genere, e sulla sua sottoposizione ad analisi sistematica: dal corpus grezzo è stato estratto un corpus standardizzato e anonimizzato di 30.000 testi, pubblicati su CD-Rom insieme alla loro trascrizione in francese normalizzato.

## Origine e funzioni della scrittura brachilogica e tachigrafica

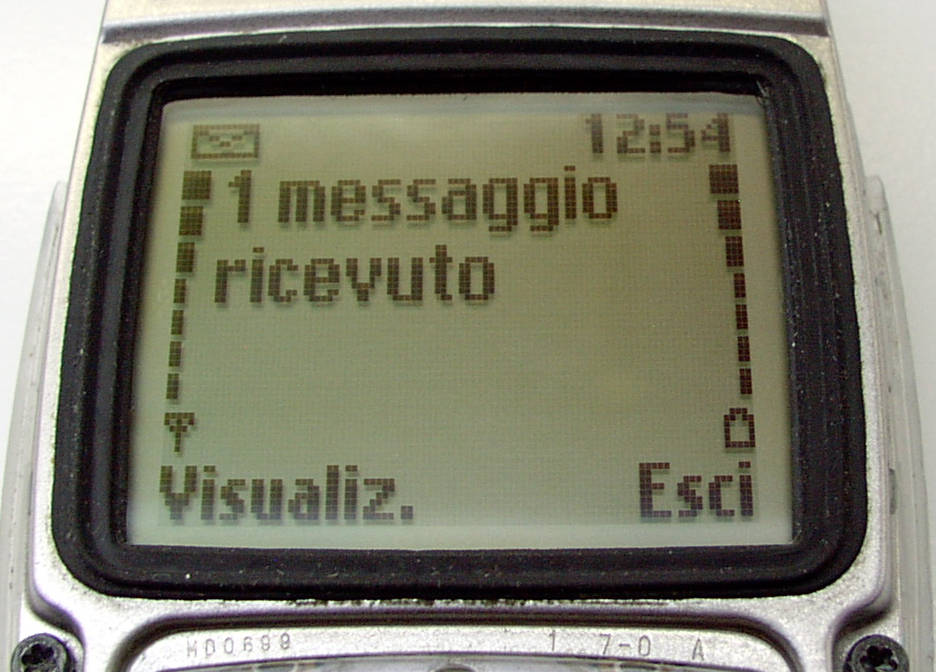
L'arrivo di un messaggio SMS su un cellulare

L'adozione di scritture tachigrafiche e brachilogiche degli SMS ripropone, in forma nuova, un uso scrittorio che esiste da molti secoli: sono note le abbreviazioni epigrafiche, che permettevano di accorciare la lunghezza dei testi incisi, riducendo la dimensione del supporto lapideo e il tempo necessario per la incisione dell'epigrafe. Analoghi vantaggi si avevano dall'uso di abbreviazioni nella faticosa scrittura su altri) supporti, come le tavolette cerate dell'antichità. Nella scrittura su questi (e altri) supporti è noto lo strumento delle cosiddette notae tironianae, le scorciatoie tachigrafiche inventate da Marco Tullio Tirone, liberto e scriba di Cicerone.
La scrittura abbreviata era già particolarmente presente nelle scritture medievali, quando simili espedienti di abbreviazione scribale, adottati dagli amanuensi degli scriptoria, erano resi necessari dal costo del supporto fisico su cui andava vergato il testo: queste forme di scrittura compendiata comportano difficoltà nella lettura e nell'interpretazione dei manoscritti medievali, che possono essere superate attraverso la consultazione di appositi manuali redatti allo scopo.
Il conseguimento di forme di economia nella comunicazione rappresenta, peraltro, un'esigenza interna e costante del linguaggio stesso, che si manifesta, ad esempio, nel progressivo accorciamento, rispetto al passato, della pronuncia delle parole inglesi. 

### Nascita del linguaggio degli SMS
La nascita del linguaggio degli SMS è stata determinata dall'introduzione della telefonia mobile, e dalla sua estrema diffusione in tutte le fasce sociali e generazionali, che ha avuto come conseguenza un sempre maggior uso dello strumento comunicativo dei messaggi SMS, divenuto col tempo un mezzo di comunicazione di straordinaria importanza (in Italia, ad esempio, paese ai vertici delle classifiche mondiali, nel 2002 sono stati inviati in media 44 milioni di messaggi al giorno). 
L'utilizzo di questo canale di comunicazione ha dovuto fare i conti, fin dall'inizio, con le restrizioni intrinseche del medium utilizzato, e, in particolare, con la limitata lunghezza del messaggio e con i costi di trasmissione di ciascun messaggio. A questo va ad aggiungersi la relativa scomodità nell'introduzione di testi attraverso l'esigua tastiera solitamente disponibile sui cellulari. Il macchinoso inserimento dei caratteri, inoltre, ritarda la compilazione e inficia l'esigenza di immediatezza e velocità che, insieme alla brevità, è un'altra caratteristica peculiare di questo sistema di comunicazione: questa esigenza di istantaneità, si sacrifica normalmente l'elaborazione meditata e l'emissione pianificata degli scritti. Un esempio di questa immediatezza è una regola della comunicazione tramite sms, secondo cui il messaggio inviato ottiene di norma un riscontro immediato, sempre tramite sms, salvo intralci o problemi che si frappongono alla risposta e impongono un'attesa e in ritardo che, in genere, dai giovani, sono sgraditi e vissuti come un disagio. Ne conseguono rapidissime concatenazioni di messaggi che, in genere, si esauriscono in tipiche "triplette": un "botta e risposta" iniziale a cui può far seguito la conferma di ricezione di chi ha dato inizio allo scambio; in questo modo, la comunicazione sms, introdotto come sistema per garantire di comunicazione asincrona, si è trasformato, nell'uso giovanile, in una forma di comunicazione sincrona. Perfino quando un messaggio non richiede risposta, può esservi la necessità di comunicarne l'avvenuta ricezione, tanto che la trasgressione di questa elementare norma sociale può ingenerare, nel destinatario, sensazioni di emarginazione ed esclusione sociale (e viene anzi utilizzata, nei gruppi sociali, all'interno di pratiche di ostracismo): per questo, una diffusa abitudine, quando non è necessaria una risposta, è quella di darne "riscontro", ad esempio, con un determinato numero di squilli a vuoto. È chiaro che in un sistema di comunicazione improntato a simili caratteristiche di velocità e prontezza, permane sempre l'esigenza di tempi di scrittura velocissimi, anche nei messaggi cortissimi, in cui non esistono limitazioni stringenti alla lunghezza del testo (ad es., di natura economica).

### Funzione linguistica e sociale
Studi sociolinguistici hanno messo in evidenza come il canale degli sms assolva a molteplici funzioni, due delle quali assumono particolare rilevanza: a quella primaria, comunicativa e referenziale in senso stretto, si affiancano, nella cultura adolescenziale, funzioni secondarie, quali la funzione ludica (frutto di una tipica inclinazione del temperamento umano) e, in aggiunta, molto più importante, la funzione fàtica, ovvero quella dimensione della comunicazione interpersonale le cui implicazioni investono la costruzione e il mantenimento dei rapporti sociali. Quest'ultima ipotesi è stata verificata in ampi contesti culturali e geografici: ad esempio, è stato notato come "nella cultura degli adolescenti europei e nordamericani, l'invio di sms non rappresenta solo un mezzo efficace per far circolare informazione in maniera rapida e comoda. Si tratta, piuttosto, di una performance verbale attraverso la quale i giovani costruiscono e mantengono il loro mondo sociale", facendo, della scrittura degli SMS, un efficacissimo "strumento di socializzazione, [e] di costruzione di relazioni sociali informali". Vi è anche chi sostiene che sia la funzione relazionale ad egemonizzare la comunicazione via sms, dal momento che l'invio di un sms dà l'opportunità di stabilire un contatto, e di infondere il senso di "vicinanza", in maniera molto più disimpegnata e informale, sottraendosi al più intenso coinvolgimento emotivo richiesto da una telefonata.
Questo tratto generale assume un rilievo ancor maggior in specifici contesti culturali, come è il caso del Giappone, in cui lo stile di comunicazione associato agli SMS (ma anche alle e-mail), più informale e superficiale, permette di superare tutti gli ostacoli e le difficoltà che la particolare cultura giapponese frappone alla conversazione orale, a causa della necessità di conformarsi a una serie di regole di etichetta che implicano, tra l'altro, il rispetto delle rigide gerarchie sociali che la tradizione giapponese impone agli individui nelle loro relazioni interpersonali.

## Caratteristiche

### Concisione e violazione delle regole linguistiche
Elemento fondamentale del linguaggio dei messaggini è la brachilogia, derivante in gran parte dal mancato rispetto della corretta ortografia, ma anche dall'adozione di alcuni artifici di scrittura. Infatti, altra caratteristica di questo linguaggio è la trasgressione di fondamentali regole della produzione scritta, come la punteggiatura, assente o fuori standard, le convenzioni tipografiche e ortografiche sull'uso della maiuscola (spesso carente o del tutto assente), la sintassi, assente o estremamente semplificata, o come, infine, il travolgimento della stessa grammatica della lingua. Altre regole infrante sono quelle della composizione tipografica, con l'assenza di spazi dopo i segni di punteggiatura, l'assenza di accapo, ecc.
Altre scelte, tendenti a raggiungere obiettivi di concisione, non sono specifiche della comunicazione tramite SMS. Alcuni strumenti, infatti, appartengono già allo stile delle cartoline postali e dei titoli di giornale: si tratta innanzitutto di scelte sintattiche semplificate, con predominio della paratassi (la costruzione attraverso giustapposizione di frasi, senza elementi di collegamento), e l'uso dello stile nominale.
Esistono, peraltro, casi di sms in cui emerge l'ambizione dell'autore nel ricercare una sintassi complessa, con esiti che possono definirsi di tipo "letterario", senza rinunciare all'uso degli altri elementi di tipo "telegrafico", come fonetizzazioni, effetto rebus", ecc.

### Elementi extra-verbali
A questo arsenale di strumenti testuali, si aggiungono elementi extra-verbali, come emoticon o smiley, composizioni grafiche, puntini sospensivi, ecc., che aggiungono al testo un "riflesso emotivo" e tentano di riprodurre e simulare, nella parola scritta, mimeticamente, il tenore e la temperatura emotiva del messaggio, al pari di quanto avviene con gli elementi paralinguistici ordinariamente dispiegati nella comunicazione orale (elementi cinesici come mimica facciale e scelte prossemiche; tratti prosodici (o soprasegmentali), come tono e inflessioni della voce, ecc.) non riproducibili nell'ordinaria scrittura o comunque non traducibili se non a prezzo di una perdita di concisione e tempestività. Si travasano così elementi analoghi nella comunicazione veloce, attraverso l'uso di una sorta di simboli ideografici o di moderni pittogrammi.

### Riduzione delle ridondanze linguistiche

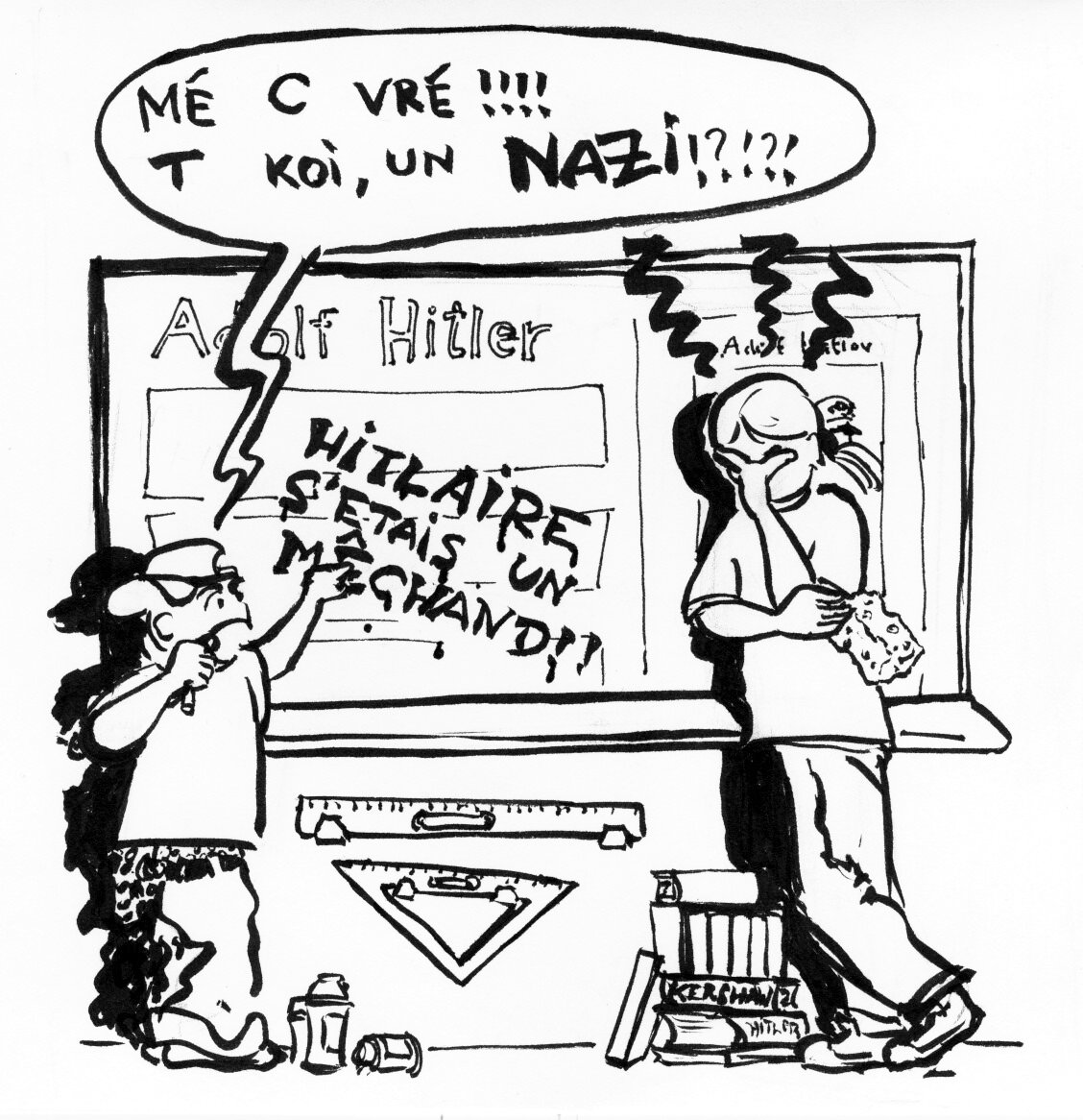
Hitlaire s'etait un mêchand (recte: Hitler était méchant - Hitler era cattivo): alle perplessità sulla puerilità e le incertezze della scrittura, risponde con linguaggio da sms: "Ma è vero! Chi sei tu, una nazista?"

L'esigenza di brevità e velocità implica la riduzione o l'espunzione, dalla comunicazione scritta dei messaggi telefonici, di molti di quegli elementi di ridondanza linguistica che fanno normalmente parte della comunicazione parlata, anche telefonica, e della comunicazione scritta: si tratta di elementi formali, referenziali, e pleonastici che arricchiscono il contenuto informativo, anche a costo di qualche ripetizione, e vengono solitamente utilizzati, in molti contesti comunicativi, per superare i possibili elementi di patologia della comunicazione, per migliorare l'affidabilità nella trasmissione e ricezione del messaggio, e per rendere più facilmente comprensibile il messaggio al destinatario. La rarefazione di elementi ridondanti, unita all'alterazione dell'ortografia, può opporre ostacoli alla comprensione del testo: soccorre, in questi casi, la capacità di interpretare le allusioni a elementi di conoscenza condivisi dai due soggetti in comunicazione, e la competenza pragmatica del ricevente, vale a dire la sua capacità di valutare il contesto linguistico a cui appartengono i segni e l'intenzione dello scrivente.

### Varietà della lingua
Elemento accessorio è la varietà della lingua utilizzata: nel caso dell'italiano, si tratta normalmente di un linguaggio medio o basso, strutturalmente semplificato, che si avvicina al registro linguistico del parlato, con inflessioni gergali, dialettali, idiolettali e la presenza di notevoli dosi di corruzione e alterazione dovute all'uso esteso di forestierismi: si tratta, in alcuni casi, di una caratteristica giustificata dall'utilizzo di anglicismi che richiedono una scrittura più breve dell'equivalente in lingua locale, o più facilmente abbreviabili secondo modalità largamente riconoscibili: a titolo di esempio, imo (in my opinion) per secondo me, asap (as soon as possible) per prima possibile, 2nite (tonight) per stanotte.

### Fenomeni comunicativi peculiari al linguaggio degli SMS
Se da un lato, per raggiungere l'economia e la concisione, il linguaggio degli SMS attinge a usi e convenzioni provenienti da contesti comunicativi preesistenti, esistono invece alcuni fenomeni che sono manifestazioni tipiche degli SMS. Il primo è la consuetudine delle "risposte a raffica", vale a dire un'unica infilata di risposte alla molteplicità di domande presenti nel messaggio a cui si risponde. Un secondo è la tendenza osservata a far seguire, a una domanda posta all'interlocutore, la propria risposta alla stessa domanda, in qualcosa che suona come: «Sei poi stato al concerto? Io sì, con mio fratello» (in quest'ultimo caso, evidentemente, si evita l'invio di un successivo messaggio per comunicare la propria risposta).

#### Altre caratteristiche: plurivocità, cripticità, aspetti ludici
Lo studio sul corpo di sms di area francofona ha permesso di affermare che, anche in un'area linguistica omogenea, non esiste una varietà univoca di linguaggio, ma una molteplicità di "linguaggi degli SMS". Altro aspetto, legato a quest'ultimo è la capacità di elaborare codici comunicativi criptici, non comprensibili a tutti, e di inventare nuove parole.
Spesso, i vari strumenti e procedimenti sono combinati in maniera tale da determinare l'"effetto rebus", un miscuglio di lettere, cifre, simboli, anglicismi, abbreviazioni, con l'aggiunta eventuale di emoticon, da interpretare in base al loro valore denominativo: in questo caso, gioca anche l'intento dello scrivente nel voler perseguire un fine ludico, ma con ingredienti solitamente dispensati a "dosi ridotte", senza spingersi a un punto tale da sacrificare la leggibilità del messaggio.

### Importanza linguistica
La pratica degli SMS, e il linguaggio correlato, rivestono una notevole importanza dal punto di vista linguistico e comunicativo, soprattutto fra i giovani. Va tenuto presente, infatti, che essi sono diventati il medium di massa quasi esclusivo della comunicazione scritta giovanile. Secondo il sociologo Alberto Abruzzese, la pratica del messaggio breve telefonico ha inaugurato una nuova epoca della comunicazione. Per l'italiano, ad esempio, i canali di scrittura telematica (sms, email, Twitter, ecc.), hanno portato un elemento di novità di portata storica: "per la prima volta, nella storia della lingua italiana, c'è una forma di scrittura, di lingua scritta, [...] condivisa da una larghissima parte della popolazione" che ha sottratto l'italiano a una condizione "paradossale", quella di vivere quasi esclusivamente come lingua scritta, appannaggio, tuttavia, quasi esclusivo, di un'élite culturale, una condizione in cui, per secoli, la maggioranza della popolazione italiana è rimasta esclusa dalla comunicazione scritta, dapprima per l'imperante analfabetismo, poi per l'avvento e la preponderanza di mezzi di comunicazione di massa non-alfabetici, come la comunicazione telefonica o televisiva.
Per fare un esempio del giudizio degli studiosi, vi è chi, come il linguista Michele Cortelazzo, ritiene che l'inaspettata ed enorme proliferazione degli sms ha smentito le più fosche previsioni sul declino, ritenuto inarrestabile, della produzione scritta, incalzata, soprattutto tra i giovani, dall'invadenza pervasiva e totalizzante della televisione,.
È poi lo stesso aspetto ludico a costituite uno dei pregi del linguaggio degli SMS: la familiarità con il "texting" tra i bambini, ad esempio, è legata al grado di alfabetizzazione raggiunto e alle abilità acquisite nella scrittura; non è possibile "giocare" con il linguaggio, le regole, le trasgressioni, le parole, le abbreviazioni, e raggiungere una competenza settoriale, se non si è conquistato un buon grado di confidenza con l'ordinaria comunicazione, se non si conosce, in particolare, lo "spelling" e il suono delle parole. Anzi, l'utilizzo di tale modalità di comunicazione è ritenuto uno strumento utile proprio ad affrontare i problemi di quei bambini che mostrano difficoltà nel livello di alfabetizzazione e di competenza linguistica.
Lo stesso Cortelazzo avverte però del rischio che l'estrema concisione e la velocità di interazione finiscano per confinare il mezzo degli SMS alla trasmissione di contenuti leggeri, facendo diventare il mondo comunicativo della messaggistica il dominio della fatuità.
Altro rischio avvertito è che la stringatezza del messaggio e soprattutto l'assenza di elementi accessori della comunicazione –pleonastici, formali e referenziali– assecondi un impoverimento della comunicazione.

### Elementi di coerenza
Il linguaggio degli sms non si caratterizza unicamente per le scelte tecniche di abbreviazione, ma anche per una marcata connotazione linguistica, per quanto riguarda il registro impiegato, la varietà linguistica, la gergalità, gli artifici non verbali (in forma di particolari segni grafici) messi in campo nella comunicazione.
Da una serie caratteristiche molto varie, emerge, tuttavia, una connotazione di notevole coerenza e regolarità, suscettibile perfino di essere sottoposta a un'analisi stilistica tesa ad accertare l'autenticità della scrittura: questa strada è stata seguita in una vicenda giudiziaria che ha destato notevole interesse nell'ambito delle scienze forensi. È il caso di un infanticidio perpetrato in Inghilterra nel 2001, di cui fu vittima la quindicenne Danielle Sarah Jones (nata il 16 ottobre 1985): dell'omicidio fu ritenuto colpevole lo zio Stuart Campbell, il cui alibi, corroborato da un SMS giunto sul suo numero dal telefono della ragazza, fu smontato dopo che, con il sostegno di una perizia linguistica, il messaggio in questione fu giudicato un falso fabbricato ad arte dall'omicida nel tentativo di allontanare da sé ogni sospetto.

### Diffusione

Il divieto di sostituzione "ch" "k" equiparato a un divieto di fumo

Il linguaggio degli SMS si è presto diffuso anche in ambiti diversi della comunicazione telematica, perfino laddove il suo uso non è giustificato dalle limitazioni di spazio imposte dal mezzo: ad esempio, è stato importato nelle chat di Internet, nonostante, in questo caso, si disponga normalmente di una tastiera completa, senza sottostare alle limitazioni di lunghezza e senza scontare quelle dovute al costo dei singoli messaggi.
Un uso simile, più o meno esteso, sempre in assenza di limitazioni estrinseche, lo si può occasionalmente incontrare nei blog, nei forum telematici, nelle e-mail. Spesso però, in tali ambienti virtuali, la libertà espressiva, grafica e ortografica dispiegabile dagli scriventi nel dominio comunicativo degli sms sono spesso deprecate, a causa alle limitazioni oggettive suggerite da più restrittive regole di etichetta (si tratta della cosiddetta netiquette, che si basa sulla vigenza informale di una serie regole di comportamento e di scrittura, a cui è normalmente richiesto di aderire e conformarsi quando si utilizzino tali ultimi mezzi di comunicazione).

### Fenomeno di costume generazionale
L'espansione della sfera d'uso, lo ha fatto approdare anche ad altri ambiti della ordinaria produzione scritta, non solo nella comunicazione mediata da computer e gadget telefonici, ma anche nella scrittura su supporti, come la scrittura su muro, la tradizionale scrittura su carta, ecc.
Ne è nato, quindi, un vero e proprio fenomeno di costume, in cui spiccate connotazioni di gergo generazionale si fondono con spinte giovanili all'inventività e all'espressività, al gioco linguistico creativo, all'interno del perimetro costituito da un canone condiviso e in parte criptico e iniziatico, all'uso consapevole di regole comuni, incuranti di come queste regole condivise possano essere difformi e trasgressive rispetto alle ordinarie prescrizioni grammaticali e norme linguistiche.
L'infrazione dei canoni della scrittura  (ortografia, punteggiatura, grammatica) ha dato luogo anche a forme negative di reazione, tanto che l'uso diffuso di questo stile di comunicazione incontra spesso remore e resistenze culturali. Esistono, in rete, iniziative che si proclamano come organizzazioni di lotta o di resistenza all'uso del linguaggio degli sms, percepito come dilagante: in area francofona, ad esempio, è stato costituito il Comité de lutte contre le langage sms et les fautes volontaires sur Internet (Comitato di lotta contro il linguaggio degli sms e gli errori volontari su Internet) che afferma di aver arruolato alla propria causa oltre ventimila volontari (al 2014) (un volantino di lotta del comitato è visibile in una delle immagini a corredo di questa voce).
Nella letteratura scientifica, invece, prevalgono opinioni opposte, come quella, già citata, espressa dal prof. Michele Cortelazzo, che vede nel fenomeno linguistico degli sms una rivitalizzazione della pratica scrittoria nell'universo giovanile, in una dimensione in cui l'immediatezza del risultato comunicativo fa premio sulla rinuncia apparente a ogni aspirazione poetica. In un altro caso, peraltro, ne sono state messe alla prova proprio le potenzialità come medium di espressione poetica mediante l'indizione di un apposito concorso, avvenuta in un ambito scolastico istituzionale. Lo stesso corpus standardizzato raccolto dall'Università cattolica di Lovanio contempla un «florilegio di [...] messaggi deliziosi», in grado di dimostrare la capacità degli utenti di coniugare invenzione linguistica ed elaborazione poetica, pur nei limiti di brevità imposti dalla tecnologia e dalla prassi degli SMS.

## Esempi
Le caratteristiche comuni al linguaggio degli sms si realizzano in forme diverse nelle diverse aree linguistiche e nelle diverse culture. A volte, si registrano anche forme che si potrebbero definire di prestito linguistico tra diverse realtà. Nella seguente trattazione si cercherà di enucleare alcune regole che emergono, paradossalmente, proprio dalla trasgressione delle norme linguistiche che caratterizza questo tipo di comunicazione rapida: alcune di queste forme (come, ad esempio, le abbreviazioni) difficilmente emergono come forme stabili e generalizzabili, e pertanto non appaiono in grado di estendere la loro influenza ad altre forme di scrittura.

### Linguaggio degli SMS in italiano
In italiano, un esempio ovvio è l'uso della più sintetica scrittura "1" al posto dell'articolo indeterminativo "un"/"una" o delle cifre (1, 2, 3,...) al posto dei numeri (uno/un, due, tre,...). Diverso (e, ovviamente, tipico dell'italiano) è l'uso del "6" in luogo della parola "sei" (seconda persona dell'indicativo presente del verbo essere), anche in combinazione con lettere, come nel caso di stringhe alfanumeriche che sottendono una lettura endofasica: "c6" che si legge "ci sei", o come nel caso di "qlc1" in luogo di "qualcuno", "nes1" in luogo di "nessuno", o di "6 3mendo" in luogo di "sei tremendo" (l'uso di numeri, o combinazioni di numeri e lettere, al posto di parole omofone, è peraltro diffuso in molti altri contesti linguistici: in cinese, ad esempio, la stringa "521" (五二一) significa "ti amo" (我爱你)).
Altro esempio è la sostituzione del gruppo consonantico "ch" con la singola consonante "k" per l'occlusiva velare sorda, in sillabe come "che", "chi", o l'uso della consonante "c" in luogo della particella (pronome o avverbio) "ci" (come nel già visto nel caso di "c6"). Altro fenomeno è la contrazione consistente nella sostituzione di un'intera frase convenzionale con una sigla (anch'essa convenzionale): in questo modo, frasi come "ti voglio bene"/"ti voglio tanto bene"/"ti voglio troppo bene", vengono sostituite con le sigle "tvb"/"tvtb". In altri casi, l'abbreviazione si traduce nell'estrazione, dalla frase, di una successione di alcune consonanti, non necessariamente iniziali, come avviene in "ti voglio troppo bene", che diventa "tvtrb".
Un altro espediente brachilogico consiste nella troncatura di vocaboli lunghi mediante caduta di sillabe o foni terminali (apocope ed elisione): così, si avrà raga per ragazzi, prof per professore/professoressa, dmn/doma per domani, risp per risposta/rispondere, ecc., o la sostituzione di nomi e luoghi, conosciuti ai due parlanti, con le semplici iniziali. La comprensibilità del reale significato di simili abbreviazioni si affida in buona parte al contesto linguistico in cui esse sono calate ma, soprattutto, fa leva anche sull'intrinseca ridondanza di contenuti di cui è portatore ogni messaggio verbale, perfino quello estremamente conciso e prosciugato degli SMS.
Altra sostituzione frequente è quella che vede il simbolo della moltiplicazione ("x") usato in luogo della sillaba "per", sia in posizione isolata, come nella preposizione semplice "per", sia per rimpiazzare un gruppo fonetico all'interno di un lessema: in questi modo, la preposizione "per" diventa semplicemente x, la congiunzione "però" diviene xò o xo, l'avverbio "perché" viene solitamente reso con xke o addirittura i più sintetici x' e xk (in quest'ultimo caso, opera congiuntamente anche una delle regole di sostituzione precedentemente esposte: "che" > "ke").
In alcune delle sostituzioni precedenti ("però">"xo", "perché">"xke") è riconoscibile un altro espediente che consente di velocizzare la digitazione, la trasgressione dei segni diacritici, il cui utilizzo può risultare ridotto o addirittura assente.
Nella resa delle voci del verbo avere inizianti per "h", si opta normalmente per la caduta della consonante iniziale: "ho"/"ha"/"hai", ad esempio, diventano "o"/"a"/"ai", con una grafia che, in altri contesti della comunicazione scritta, comporterebbe un'eclatante violazione delle regole dell'ortografia, tanto più grave, in questo caso, perché l'omissione della "h" iniziale stravolge la funzione grammaticale e logica del termine.
Altro fenomeno è la tendenza a compendiare il testo omettendo alcune, o tutte, le vocali: "quanto" diventa "qnt", "grazie" diventa "grz", "prego" "prg". Si tratta di una sorta di "scrittura fonetica", resa più facile in lingue, come l'inglese, in cui vi è una maggiore incoerenza tra la prassi ortografica e la prassi fonetica (a differenza dell'italiano, in cui il rapporto tra segni e fonemi è più univoco).
Anche negli SMS in italiano, come in altri contesti linguistici (si veda, ad esempio, il francese), non è infrequente l'utilizzo di anglicismi come sostituti più brevi, o più abbreviabili, delle forme originarie: be4 (before, prima), l8/l8r (late/later), imo (in my opinion), fyi (for your information), asap (as soon as possible), 2nite (tonight), cu/cul8r (see you/see you later).

### Altri contesti linguistici

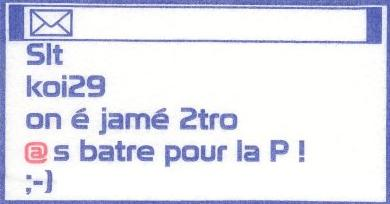
Un invito al reclutamento affida la sua efficacia comunicativa allo slang degli SMS: «Slt koi29 on é jamé 2tro @ s batre pour la P. ;-)» = «Salut! Quoi de neuf? On n'est jamais de trop à se battre pour la Paix!»: («Salve! Sapete che c'è di nuovo? Non si è mai di troppo a battersi per la Pace»)

Fenomeno analoghi, pur con diverse estensioni e forme, avvengono in molte altre lingue.

#### Inglese
In inglese, il fenomeno dell'invio di SMS conosce varie denominazioni, tra cui short messaging, short mail, SMSing, person-to-person messaging, mobile messaging, wireless messaging, tesxt messaging, texting, txtng.
In maniera analoga a tutti i contesti linguistici, anche in inglese vengono spesso omesse le vocali e le consonanti meno significative: in questo modo, "txt msg" sta per text message (messaggio di testo). Altro uso inglese è l'uso di singole vocali o cifre per sostituire intere parole dal suono affine, di cui sono esempi "u" per you, il "2" (two) usato in luogo di to, e il "4" (four) in luogo di for: in questo modo, si potrà scrivere sinteticamente "4u"/"2u", intendendo for you/to you. Il seguente è un elenco di abbreviazioni e combinazioni molto comuni in inglese:
- r = are
- 8 = ate
- 4 = for
- 2 = to
- b = be
- be4 = before

- lol = laughing out loud, lots of luck o lots of love
- d8 = date
- m8 = mate
- dnr = dinner
- u = you
- xlnt = excellent
- jk = just kidding[52]

Alcune abbreviazioni (in uso nelle chat o negli sms) sono entrate talmente nell'uso da meritarsi l'inclusione nel lemmario dell'Oxford English Dictionary: è il caso di OMG ("Oh my God") e LOL ("Laughing out loud").

#### Francese

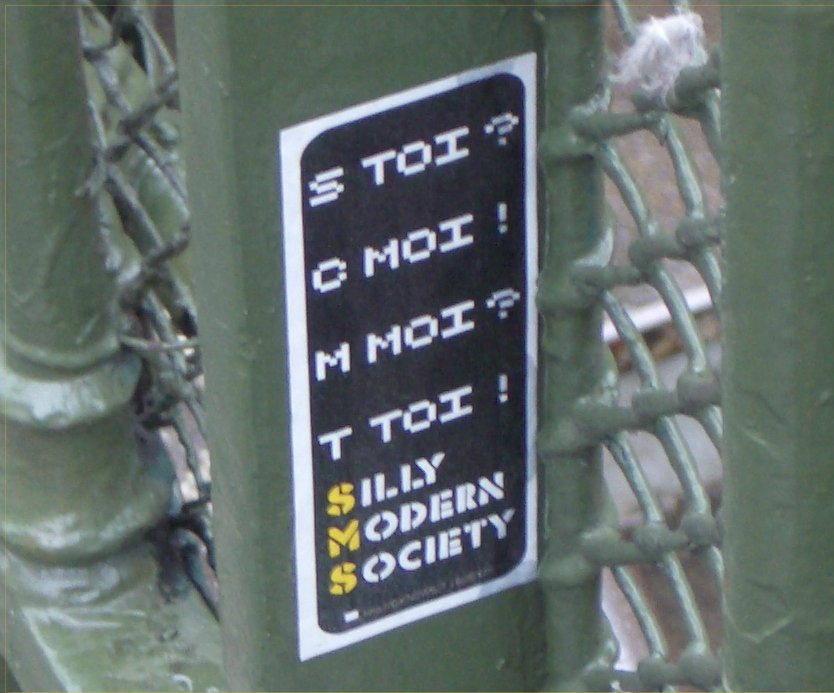
Parigi: satira del gergalismo sms: "Sei tu? / Sono io! / Mi ami? / Taci!" (Silly Modern Society)

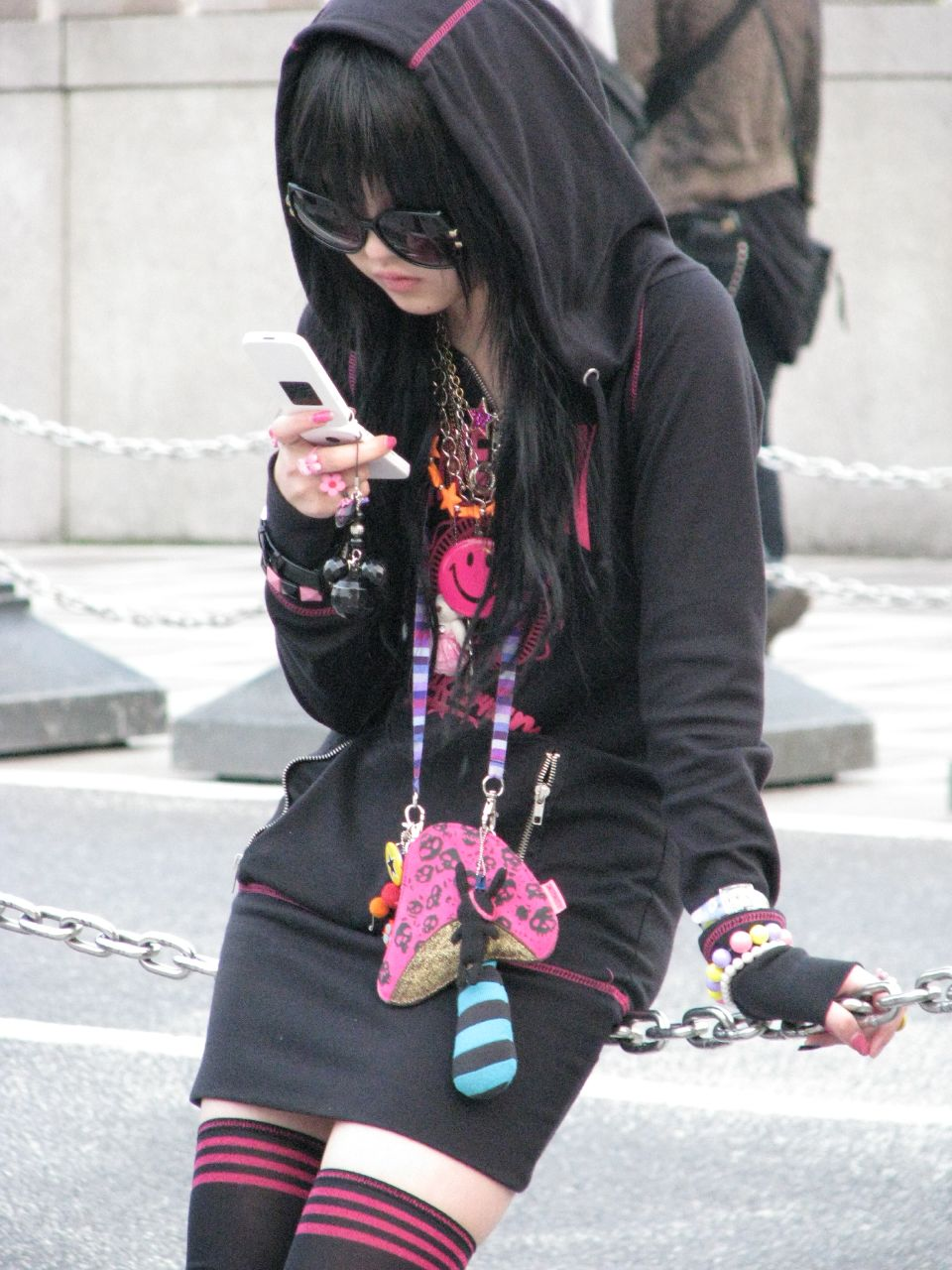
Una Harajuku girl alle prese con il suo cellulare

Anche in francese, al pari di quanto accade in altre lingue, il cosiddetto langage SMS combina procedimenti diversi per perseguire la voluta sinteticità di parole e frasi:
- abbreviazione[53][54]: "lgtps" (longtemps), "tt" (tout), "ds" (dans), "qd" (quand), "bcp" (beaucoup), "pcq" (parce que), "pr" (pour), "rv" (rendez-vous), "slt" (Salut), "ss" (sous, sans o suis), "stp/svp" (STP/SVP, S'il te/vous plaît), "kdo" (cadeau); la maggior parte delle vocali sono scartate, e anche alcune consonanti, ma la parola rimane più o meno leggibile e comprensibile;
- fonetica: koi, jamè, grav, eske; si tratta di una sorta di trascrizione fonetica: basta leggere normalmente le sillabe per ricostruire la parola d'origine;
- rebus tipografico: 2m1 = demain (domani), bi1 = bien (bene), koi 2 9 = quoi de neuf (che c'è di nuovo), "gt" = j'étais (io ero), "mr6" = merci (grazie).
- valore di spelling delle lettere, delle cifre e dei caratteri: G per «j'ai», C per «c'est», a12c4 per «À un de ces quatre», 2m1 per «demain», bi1 per «bien», koi 2 9 per «quoi de neuf». Il procedimento viene dall'inglese (R per « are », U per « you »), lingua nella quale il procedimento non è di pertinenza esclusiva delle giovani generazioni. Così, nel linguaggio di programmazione di MATLAB, «convertire un numero (number) in testo (string)» si dice num2str, in cui «2» si legge to, «verso».
- utilizzo di anglicismi più brevi dell'equivalente francese (today per aujourd'hui, now per maintenant, ecc.).

Alcune regole sono reminiscenze di altri universi comunicativi, anche scolastici. Ad esempio, l'utilizzo di po in luogo di pas è un retaggio del mondo dei fumetti, uno dei cui personaggi, Titeuf, faceva uso sistematico della sostituzione di pas con pô.

#### Russo
In Russia, l'uso di un linguaggio sintetico, che utilizza l'alfabeto latino con l'aggiunta di particolari richiami grafici, dà inoltre la possibilità di evitare l'alfabeto cirillico, che si serve del sistema Unicode e, per questo motivo, limita la lunghezza del messaggio a soli 70 caratteri in luogo dei canonici 160: esempi di trascrizione del russo sono "Ja tebjá ljubljú" al posto di "Я тебя люблю" (in italiano: Ti amo), o ancora (graficamente) R TE6R /\I-06/\I-0, o infine, combinando i due metodi, "R Te6R Lyu6Lju".

#### Giapponese
In Giappone va segnalato che l'uso di componenti extra-verbali, del tipo emoticon, assume una connotazione particolare. I simboli ideografici della comunicazione sms vengono chiamati ad esprimere non solo semplici stati d'animo, ma anche sensazioni e concetti più articolati: così, per esempio, con la stringa grafica "(-_-)" si intenderà l'"essere arrabbiati senza farlo notare"; l'espressione di un "sorridere arrossendo" sarà affidata all'emoticon (*^_^*), ecc. (Per approfondire la particolarità degli emoticon nella cultura giapponese, si vedano le voci Emoji e Kaoani)

### Influenza dei dizionariText on 9 keys(T9)

Disposizione di numeri e caratteri su una tastiera di cellulare: a ciascun tasto corrispondono più simboli.

L'uso delle abbreviazioni per velocizzare la digitazione è stato reso meno stringente con l'introduzione di algoritmi predittivi basati sulla frequenza d'uso del lessico, che cercano di indovinare il termine che si vuole digitare e, sostanzialmente, lo suggeriscono prima che si sia finito di comporlo interamente (dizionari T9). Allo stesso modo, esistono algoritmi che offrono un'ulteriore funzione che velocizza la digitazione senza l'uso di abbreviazioni, cercando di prevedere la parola successiva a quella appena digitata, proponendo più alternative.
Questi sistemi software semplificano notevolmente l'inserimento dell'ortografia completa, diminuendo il numero di pressioni sui tasti e, di conseguenza, riducendo il tempo necessario all'introduzione del testo. Ciò rende le abbreviazioni meno utili e anche più laboriose da usare perché, non essendo presenti nel dizionario della lingua locale del software, la loro digitazione entra in conflitto con il sistema T9 (l'incompatibilità può essere aggirata, semplicemente, disattivando la funzionalità T9 sul dispositivo mobile). Un altro sistema è aggiungere le abbreviazioni al dizionario del T9, in modo che quest'ultimo non le riconosca come errori. In caso il terminale subisca una completa re-inizializzazione (Factory restore), ad esempio a causa di una riparazione, le aggiunte andranno perse. Altrettanto succede quando si compra un nuovo terminale, poiché le modifiche al dizionario non sono importabili (tranne rarissime eccezioni).
Per contro, non tutte le parole possibili sono presenti nel dizionario caricato, e talvolta è necessario aggiungerne manualmente di nuove, o comporle all'istante attraverso la combinazione altre parole o spezzoni di esse (ad esempio, un avverbio come "manifestamente" potrebbe essere generato dall'unione di "mani", "festa" e "mente", tre parole certamente più frequenti e sicuramente presenti nei dizionari T9).
La diffusione del T9 è assai differenziata da paese a paese: ad esempio, è tanto presente in Italia quanto di scarso utilizzo nei paesi slavi.
In alcuni smartphone, la normale tastiera può essere temporaneamente commutata in una tastiera numerica con T9. Viste le potenzialità di tali terminali, questa funzione può sembrare inutile. In effetti ha l'unico scopo di rendere l'utilizzo all'utente che proviene da un terminale "classico", più "amichevole". Ad esempio, un utente anziano, abituato da anni al T9, potrà utilizzarlo senza l'ansia di commettere errori, fino a che non si sarà abituato alla tastiera standard.